# The Fabled City
The Fabled City – drugi album studyjny The Nightwatchman, alter ego Toma Morello. Wydany został nakładem wytwórni Epic 30 września 2008 roku. Płytę wydano pod pełną nazwą : Tom Morello: The Nightwatchman.
Gościnnie na wydawnictwie wystąpili :Serj Tankian (z System of a Down), Shooter Jennings i Perry Farrell (z Jane’s Addiction), a producentem jest Brendan O’Brien (znany ze współpracy z Pearl Jam, Rage Against the Machine, Audioslave).
8 sierpnia, numer 'Whatever It Takes' opublikowano na stronie MySpace The Nightwatchman.
25 października, utwór bonusowy- „Shake My Shit” (z udziałem Perry’ego Farrella)- został opublikowany na stronie Myspace Morello.

## Lista utworów
1. „The Fabled City” 3:10
2. „Whatever It Takes” 4:11
3. „The King of Hell” 3:14
4. „Night Falls” 3:48
5. „The Lights Are On in Spidertown” 3:21
6. „Midnight in the City of Destruction” 4:53
7. „Saint Isabelle” 3:31
8. „Lazarus On Down z Serj Tankian” 3:34
9. „Gone Like Rain” 3:39
10. „The Iron Wheel z Shooter Jennings” 2:40
11. „Rise to Power” 3:57
12. „Facing Mount Kenya” – iTunes Bonus Track 4:08
13. „Shake My Shit” z Perry Farrell iTunes Bonus Track 3:46

### Dodatkowe utwory
1. „Shadow of the Cannon” 3:17
2. „Fighting Song” 3:39
3. „Stars of Orion” 2:41

## Skład
- The Nightwatchman (Tom Morello) – wokal, gitara
- Serj Tankian – wokal w „Lazarus on Down”
- Shooter Jennings – wokal w „The Iron Wheel”
- Perry Farrell – wokals w „Shake My Shit”
- Daniel Laufer – wiolonczela
- Brendan O’Brien – różnie instrumenty